# تور دال دامینیشن
تور دال دامینیشن (انگلیسی: Doll Domination Tour) دومین تور کنسرت توسط گروه موسیقی دخترانه آمریکایی پوسی‌کت دالز بود. این تور برای پشتیبانی از دومین آلبوم استودیویی گروه، دال دامینیشن (۲۰۰۸) برگزار شد. گروه در بین دو لگ اول، در آمریکای شمالی به عنوان پشتیبان اجرا در تور سیرک با هنرمندی بریتنی اسپیرز اجرا می‌کرد. همچنین فهرست مجموعه نمایش‌ها متشکل از ترانه‌هایی از پی‌سی‌دی (۲۰۰۵) و دال دامینیشن است.